# Брдо крстова
Брдо крстова (литвански: Kryžių kalnas) је место ходочашћа у северној Литванији. Још увек се не може са сигурношћу рећи које је порекло остављања крстова на брду, али се верује да су први крстови постављени након устанка 1831. године. Током генерација, католички ходочасници су доносили не само крстове, већ и статуе Девице Марије, бројанице и многе друге почасти. Тачан број крстова није познат, али се процењује да их је 1990. било око 55.000, док је тај број 2006. године скочио на 100.000. То је главно место католичког ходочашћа у Литванији.

## Историја
Током генерација, ово место је постало симбол мирног отпора литванског народа упркос претњама са којима су се суочавали током историје. Након треће поделе Пољско-литванске уније 1795, Литванија је постала део Руског царства. Пољаци и Литванци су се безуспешно побунили против руске власти 1831. и 1863. Сматра се да су ова два устанка повезана са почецима брда: како породице нису могле да лоцирају тела погинулих побуњеника, почели су да постављају симболичне крстове на једном брду. 
Када се 1918. године распала стара политичка структура источне Европе, Литванија је још једном прогласила своју независност. Све ово време, Литванци су Брдо крстова користили као место, на којем могу да се моле за мир, за своју земљу и за најмилије које су изгубили током ратова за независност. Локалитет је добио посебан значај током 1944–1990, када је Литванија била окупирана од стране Совјетског Савеза. Настављајући да путују до брда и остављају своје почасти, Литванци су га искористили да покажу оданост свом изворном идентитету, вери и наслеђу. Међутим, Совјети су радили на уклањању нових крстова и булдожером су рушили локацију најмање три пута (укључујући покушаје 1963. и 1973. године).
Папа Јован Павле II посетио је 7. септембра 1993. Брдо крстова, прогласивши га местом за наду, мир, љубав и жртву. У мају 2013. године, општина Шјауљај је усвојила правила о постављању крстова. Људима је дозвољено да подижу дрвене крстове мање од 3 метра у висину без икаквих дозвола.
| Број крстова | Број крстова   |
| ------------ | -------------- |
| 1900.        | 130            |
| 1902.        | 155            |
| 1922.        | 50             |
| 1938.        | преко 400      |
| 1961.        | уништено 5,000 |
| 1975.        | уништено 1,200 |
| 1990.        | око 55,000     |
| 2006.        | преко 100,000  |